# 조직 규범
조직 규범(組織規範)은 법의 제정(制定)·적용·집행의 조직에 대하여 규정하고 있는 법규범이다. 복잡하고 대규모화한 근대 사회에서는 의회가 법률을 제정하고 법원이 법률을 적용하며 행정 관청이 법률을 집행하도록 제각기의 기관이 조직적으로 분장하여 그로써 질서를 유지하고 사회의 여러 목적의 실현을 도모하고 있다.
이와 같은 기능을 가진 조직 규범 가운데서 가장 근본적인 것은 헌법이다. 헌법에는 국가의 기본 조직으로서의 국회·정부·법원 및 지방자치 등의 조직의 원칙이 규정되어 있다. 다시 이 헌법에 기해서 국회법·선거법·정부조직법·법원조직법·지방자치법·국가공무원법 등의 조직 규범인 법률이 있다.
이들 법률에 의하여 국가 권력이 어떠한 조직과 절차에 의하여 제정·적용·집행되는가, 또한 이러한 일에 종사하고 있는 공무원이 어떠한 권한·책임을 갖고 있는가가 명확하게 되어 국가 법질서의 통일이 유지된다.

## 같이 보기
- 행위 규범
- 재판 규범